# Oleg Dmitrijevič Baklanov
Oleg Dmitrijevič Baklanov, rusky Олег Дмитриевич Бакланов (17. března 1932 Charkov, Ukrajinská SSR – 28. července 2021 Moskva) byl sovětský politik, v 80. letech člen rady ministrů SSSR ve funkci ministra všeobecného strojírenství, ve které řídil raketový a kosmický průmysl, a poté tajemník ÚV KSSS pro obranu.

## Život
Oleg Baklanov pocházel z Charkova. Po střední škole pracoval v Charkovském nástrojářském závodě, zprvu byl montérem, postupně povyšoval. Při zaměstnání vystudoval Radiotechnickou fakultu Všesvazového dálkového energetického institutu, absolvoval 1958. Od roku 1957 začal závod vyrábět komponenty systému řízení rakety R-7, později i dalších raket. Od 70. let závod produkoval řídící počítače i pro družice a pilotované kosmické lodě. Baklanov se roku 1963 stal hlavním inženýrem, roku 1972 ředitelem závodu.
Roku 1976 byl povolán do Moskvy na post náměstka ministra všeobecného strojírenství, roku 1981 se stal 1. náměstkem ministra a už o dva roky později nahradil ministra Afanasjeva, přeloženého na ministerstvo těžkého a dopravního strojírenství. Funkce šéfa důležitého rezortu mu dávala nárok na členství v ÚV Komunistické strany Sovětského svazu, které dosáhl na nejbližším sjezdu v březnu 1986 (členem strany byl od roku 1953).
V únoru 1988 byl zvolen tajemníkem ÚV se zodpovědností za otázky obranného průmyslu, byl předsedou Komise ÚV pro vojenské otázky, roku 1991 ve stejné oblasti poradcem prezidenta a prvním místopředsedou Rady obrany SSSR.
Během pokusu o převrat ve dnech 19.–21. srpna 1991 byl členem Státního výboru pro výjimečný stav. Po porážce výboru byl uvězněn do února 1994, kdy byl amnestován.
Po roce 2005 byl předsedou rady ředitelů společnosti Rosobščemaš.